# 長南敏雄
長南 敏雄（ちょうなん としお、1941年1月9日 - ）は、元札幌テレビアナウンサー。

## 経歴
- 日本大学文理学部社会学科卒業後、1963年に札幌テレビ放送へ入社。北海道にビートルズを初めて紹介。
- 1978年にニュースキャスター、1982年よりロンドン特派員、報道記者（総理官邸記者クラブ、郵政省、北海道開発庁など）。ロス疑惑や、オックスフォード大学留学の浩宮への密着の取材[2]、ブライトンのグランドホテルテロ（1984年）の特ダネをあげる。
- 1989年7月に東京支社報道部長、1997年5月に編成局次長、1999年12月にメディア事業局局長補佐。
- 2000年2月の依願退職と共にメディア・プロデューサーとなり、札幌ラヂオ放送放送局長、メディア・アンビシャス 代表を歴任。
- 苫小牧駒澤大学、札幌国際大学、札幌学院大学で非常勤講師も歴任。

## アナウンサー時代の担当番組
- 夜のディスクパーティー
- アタックヤング（土→木曜 1970年10月-1971年9月）
- オハヨー!ほっかいどう（初代月～水曜 1975年4月7日-）
- 電話リクエスト

## 著書
- セピア色が語る札幌市電（中西出版）
- 拝啓アナウンサー・タレントをめざす人（中西出版）

## 同期のアナウンサー
- 青木亮、小林裕幸[3]、水野政廣、木村信子、清水祐子、八木沢瑠美